# Pavao Horvat (pjesnik)
Pavao Horvat (i Pavao Horvath) (Vedešin, mađ. Hidegség, Mađarska, 1930. – Sopronkövesd, 2009.) je svećenik, hrvatski pjesnik i romanopisac za djecu iz mađarskog dijela Gradišća. Pripadnik je gradišćanskih Hrvata.
Piše pjesme na narječju svog sela Vedešina.

## Djela
- Molitve, zbirka pjesama, 2000. (uredio etnomuzikolog i melograf Miroslav Vuk Croata)